# ماهیرو مائدا
ماهیرو مائدا (انگلیسی: Mahiro Maeda؛ زادهٔ ۱۴ مارس ۱۹۶۳) کارگردان پویانمایی، پویانما، کارگردان فیلم، و فیلم‌نامه‌نویس اهل ژاپن است.